# Rónapatak
Rónapatak (szlovákul: Rovné) község Szlovákiában, a Besztercebányai kerületben, a Rimaszombati járásban.

## Fekvése
Rimaszombattól 30 km-re északkeletre fekszik, a Balog-patak (Blh) völgyében, a Nyustya-Jolsva közötti 526-os út mellett (amiről a Meleghegyre vezető mellékúton lehet a faluba jutni).
Nyugatról Gömörhegyvég és Nyustya, északról Kopárhegy, északkeletről egy rövid szakaszon Poloszkó, keletről Ratkószuha, végül pedig délről Dobrapatak községekkel határos.
9,1573 km²-es területe két kataszteri területre oszlik:
- Balogér (Ratkovská Zdýchava): 4,3208 km²;
- Rónapatak (Rovné): 4,8365 km².

## Története
A pászorok alapította település a 14. században keletkezett, első írásos említése 1413-ban „Rownapathak” alakban történt. 1450-ben „Ronapathaka”, 1559-ben „Rowna”, 1571-ben „Rowno”, 1600-ban „Dobra Rowna” néven említik. A Derencsényi család birtoka volt, akik 1427-ben 12 portával bírtak a településen. A 17. századtól a murányi váruradalom része. A török támadások hatására lakói elmenekültek. 1773-ban 27 jobbágy és 8 zsellércsalád élt a községben.
A 18. század végén Vályi András így ír róla: „RÓNAPATAK. Boró. Tót falu Gömör Várm., földes Urai Gr. Koháry, és több Uraságok, lakosai külömbfélék, fekszik Ratkóhoz egy mértföldnyire, határja sovány és hegyes, vagyonnyai meglehetősek.”
1828-ban 45 házában 392 lakos élt. A 19. század végén határában magnezitbánya nyílott. Később a bánya egy részét víz árasztotta el, így a termelés lelassult.
Borovszky Samu monográfiasorozatának Gömör-Kishont vármegyét tárgyaló része szerint: „Rónapatak, balogvölgyi tót kisközség, körjegyzőségi székhely, 35 házzal és 167 ág. ev. h. vallású lakossal. 1413-ban Balogvár tartozéka és a Derencsényiek birtoka volt. Később a Széchiek lettek a földesurai, azután Wesselényi Ferencz, utána a Koháryak és végre a Coburgok, a kik itt ma is birtokosok. A község határában magnezit- és grafitbánya s savanyúvíz-forrás van. A községben levő ág. h. ev. templom 1832-ben épült. Ide tartozik Burda telep is. A község postája Ratkó, távírója és vasúti állomása Nyustya.”
Az első világháború idején hadifoglytábor működött a községben. Lakói mezőgazdasággal, erdei munkákkal foglalkoztak. A trianoni diktátumig területe Gömör-Kishont vármegye Ratkói járásához tartozott.
1960-ban Balogér (Ratkovská Zdýchava) községet Rónapatakhoz csatolták.

## Népessége
| Év:            | 1994. | 2004.    | 2014.    | 2024.    |
| -------------- | ----- | -------- | -------- | -------- |
| Emberek száma: | 189   | 165      | 131      | 106      |
| Eltérés:       |       | -12,69 % | -20,60 % | -19,08 % |

| Év:            | 2023. | 2024.   |
| -------------- | ----- | ------- |
| Emberek száma: | 107   | 106     |
| Eltérés:       |       | -0,93 % |

1910-ben 182, túlnyomórészt szlovák lakosa volt.
1921-ben Rónapatak 201 lakosából 179 szlovák nemzetiségű, illetve 158 evangélikus vallású.
2001-ben 168 lakosából 165 szlovák volt.
2011-ben 137 lakosából 130 szlovák.

## Nevezetességei
- Evangélikus temploma 1832-ben épült klasszicista stílusban, tornyát 1914-ben építették.
- Haranglába a 18. század végén épült.

## Külső hivatkozások
- Rónapatak a régió honlapján[halott link]
- E-obce.sk Archiválva 2007. december 8-i dátummal a Wayback Machine-ben
- Obce info.sk